# Grigore Basarabescu
Grigore Basarabescu (n. 14 octombrie 1863 - 1932) a fost unul dintre generalii Armatei României din Primul Război Mondial. 
A îndeplinit funcția de comandant de divizie de cavalerie în campania anului 1916.
A fost fratele generalului Ioan Basarabescu.

## Cariera militară
După absolvirea școlii militare de ofițeri cu gradul de sublocotenent, Grigore Basarabescu a ocupat diferite poziții în cadrul unităților de cavalerie sau în eșaloanele superioare ale armatei, cele mai importante fiind cele de comandant al Regimentului 4 Roșiori, al Brigăzii 2 Călărași și al Diviziei 2 Cavalerie.
În perioada Primului Război Mondial a îndeplinit funcția de comandant al Diviziei 2 Cavalerie, în perioada 15 /28 august -28 septembrie/ 10 octombrie 1916.

## Lucrări
- De-ale noastre, de [Grigore Besarabescu, București (Inst. de Arte Grafice Tipografia Românească), 1914[1]

## Decorații
- Ordinul „Steaua României”, în grad de ofițer (1913)
- Ordinul „Coroana României”, în grad de ofițer (1910)[2]:p. 431